# Danh sách chòm sao
Trong thiên văn học đương đại, 88 chòm sao đã được Hiệp hội Thiên văn Quốc tế (IAU) công nhận. Mỗi chòm sao nằm ở một vùng trên bầu trời, được bao quanh bởi các cung của xích kinh và xích vĩ. Chúng bao phủ toàn bộ thiên cầu, với ranh giới của chúng được chấp nhận chính thức bởi IAU vào năm 1928, và được xuất bản thành sách vào năm 1930.
Người Sumer cổ đại và sau đó là các nhà thiên văn học Hy Lạp cổ đại (theo ghi chép Ptolemy) đã xác định được hầu hết chòm sao ở hướng Bắc theo cách dùng của quốc tế hiện nay. Các chòm sao nằm dọc với Hoàng đạo được gọi là các Đai Hoàng Đạo. Khi các nhà thám hiểm lập bản đồ về các ngôi sao thuộc vùng bầu trời ở hướng Nam, các nhà thiên văn châu Âu đề xuất thêm các chòm sao mới tại vùng đó cũng như thêm các chòm sao khác vào khoảng trống giữa các chòm sao truyền thống. Năm 1922, IAU đã thông qua viết tắt ba chữ đầu của 89 chòm sao, danh sách hiện tại gồm 88 chòm sao cộng với chòm sao Argo Navis. Sau này, Eugène Joseph Delporte đã vẽ ra đường ranh giới của 88 chòm sao mà mọi điểm trên bầu trời thuộc một chòm sao.

## Lịch sử
Một số chòm sao hiện không còn được IAU công nhận, nhưng chúng có thể xuất hiện trong các bản đồ sao cũ hơn và các tài liệu tham khảo khác. Đáng chú ý nhất là Argo Navis, chòm sao nay là một trong bốn mươi tám chòm sao ban đầu của Ptolemy.

## Những chòm sao hiện đại
Gồm 88 chòm sao, trong đó mô tả 42 loài động vật, 29 vật thể vô tri và 17 con người hoặc các nhân vật thần thoại.

### Danh sách
| Chòm sao                                                 | Viết tắt | Viết tắt | Thuộc cách                                     | Nguồn gốc                                                                   | Ý nghĩa                                       | Sao sáng nhất     | Tên Hán Việt           | Tên thuần Việt      |
| Chòm sao                                                 | IAU      | NASA     | Thuộc cách                                     | Nguồn gốc                                                                   | Ý nghĩa                                       | Sao sáng nhất     | Tên Hán Việt           | Tên thuần Việt      |
| -------------------------------------------------------- | -------- | -------- | ---------------------------------------------- | --------------------------------------------------------------------------- | --------------------------------------------- | ----------------- | ---------------------- | ------------------- |
| Andromeda /ænˈdrɒmɪdə/                                   | And      | Andr     | Andromedae /ænˈdrɒmɪdiː/                       | cổ đại (Ptolemy)                                                            | Andromeda (Thiếu nữ/ công chúa bị xích)       | Alpheratz         | Tiên Nữ                | Tiên Nữ             |
| Antlia /ˈæntliə/                                         | Ant      | Antl     | Antliae /ˈæntliiː/                             | 1763, Lacaille                                                              | Máy bơm hơi                                   | α Antliae         | Tức Đồng               | Máy Bơm             |
| Apus /ˈeɪpəs/                                            | Aps      | Apus     | Apodis /ˈæpoʊdɪs/                              | 1603, Uranometria, được tạo bởi Keyser và de Houtman                        | Chim thiên đường/ Chim Kỳ lạ/ Chim Phi thường | α Apodis          | Thiên Yến              | Chim Trời           |
| Aquarius /əˈkwɛəriəs/                                    | Aqr      | Aqar     | Aquarii /əˈkwɛəriaɪ/                           | cổ đại (Ptolemy)                                                            | Người gánh nước                               | Sadalsuud         | Bảo Bình               | Cái Bình            |
| Aquila /ˈækwɪlə/                                         | Aql      | Aqil     | Aquilae /ˈækwɪliː/                             | cổ đại (Ptolemy)                                                            | Đại bàng                                      | Altair            | Thiên Ưng              | Đại Bàng            |
| Ara /ˈɛərə/                                              | Ara      | Arae     | Arae /ˈɛəriː/                                  | cổ đại (Ptolemy)                                                            | Bàn thờ                                       | β Arae            | Thiên Đàn              | Đàn Tế              |
| Aries /ˈɛər(i)iːz/                                       | Ari      | Arie     | Arietis /əˈraɪ.ɪtɪs/                           | cổ đại (Ptolemy)                                                            | Ram                                           | Hamal             | Bạch Dương             | Con Cừu             |
| Auriga /ɔːˈraɪɡə/                                        | Aur      | Auri     | Aurigae /ɔːˈraɪdʒiː/                           | cổ đại (Ptolemy)                                                            | Người đánh xe ngựa                            | Capella           | Ngự Phu                | Người Đánh Xe       |
| Boötes /boʊˈoʊtiːz/                                      | Boo      | Boot     | Boötis /boʊˈoʊtɪs/                             | cổ đại (Ptolemy)                                                            | Người chăn gia súc                            | Arcturus          | Mục Phu                | Người Chăn Bò       |
| Caelum /ˈsiːləm/                                         | Cae      | Cael     | Caeli /ˈsiːlaɪ/                                | 1763, Lacaille                                                              | Cái đục/ dụng cụ điêu khắc                    | α Caeli           | Điêu Cụ                | Dao Khắc            |
| Camelopardalis /kəˌmɛloʊˈpɑːrdəlɪs/                      | Cam      | Caml     | Camelopardalis /kəˌmɛloʊˈpɑːrdəlɪs/            | 1613, Plancius                                                              | Hươu cao cổ                                   | β Camelopardalis  | Lộc Báo                | Hươu Cao Cổ         |
| Cancer /ˈkænsər/                                         | Cnc      | Canc     | Cancri /ˈkæŋkraɪ/                              | cổ đại (Ptolemy)                                                            | Cua                                           | Tarf              | Cự Giải                | Con Cua             |
| Canes Venatici /ˈkeɪniːz vɪˈnætɪsaɪ/                     | CVn      | CVen     | Canum Venaticorum /ˈkeɪnəm vɪnætɪˈkɒrəm/       | 1690, Firmamentum Sobiescianum, Hevelius                                    | Chó săn                                       | Cor Caroli        | Lạp Khuyển             | Chó Săn             |
| Canis Major /ˈkeɪnɪs ˈmeɪdʒər/                           | CMa      | CMaj     | Canis Majoris /ˈkeɪnɪs məˈdʒɒrɪs/              | cổ đại (Ptolemy)                                                            | Chó lớn                                       | Sirius            | Đại Khuyển             | Chó Lớn             |
| Canis Minor /ˈkeɪnɪs ˈmaɪnər/                            | CMi      | CMin     | Canis Minoris /ˈkeɪnɪs mɪˈnɒrɪs/               | cổ đại (Ptolemy)                                                            | Chó nhỏ                                       | Procyon           | Tiểu Khuyển            | Chó Nhỏ             |
| Capricornus /ˌkæprɪˈkɔːrnəs/                             | Cap      | Capr     | Capricorni /ˌkæprɪˈkɔːrnaɪ/                    | cổ đại (Ptolemy)                                                            | Dê biển                                       | Deneb Algedi      | Ma Kết                 | Dê Biển             |
| Carina /kəˈraɪnə/                                        | Car      | Cari     | Carinae /kəˈraɪniː/                            | 1763, Lacaille, tách khỏi Argo Navis                                        | Sống thuyền                                   | Canopus           | Thuyền Để              | Sống Thuyền         |
| Cassiopeia /ˌkæsioʊˈpiːə/                                | Cas      | Cass     | Cassiopeiae /ˌkæsioʊˈpiː/                      | cổ đại (Ptolemy)                                                            | Cassiopeia (nhân vật thần thoại)              | Schedar           | Tiên Hậu               | Tiên Hậu, Thiên Hậu |
| Centaurus /sɛnˈtɔːrəs/                                   | Cen      | Cent     | Centauri /sɛnˈtɔːraɪ/                          | cổ đại (Ptolemy)                                                            | Nhân mã                                       | Rigil Kentaurus   | Bán Nhân Mã            | Nhân Mã             |
| Cepheus /ˈsiːfiəs/                                       | Cep      | Ceph     | Cephei /ˈsiːfiaɪ/                              | cổ đại (Ptolemy)                                                            | Cepheus (nhân vật thần thoại)                 | Alderamin         | Tiên Vương             | Tiên Vương          |
| Cetus /ˈsiːtəs/                                          | Cet      | Ceti     | Ceti /ˈsiːtaɪ/                                 | cổ đại (Ptolemy)                                                            | Quái vật biển (sau này được hiểu là cá voi)   | Diphda            | Kình Ngư               | Cá Voi              |
| Chamaeleon /kəˈmiːliən/                                  | Cha      | Cham     | Chamaeleontis /kəˌmiːliˈɒntɪs/                 | 1603, Uranometria, được tạo bởi Keyser và de Houtman                        | Tắc kè hoa                                    | α Chamaeleontis   | Yển Diên, Yển Đình     | Tắc kè hoa          |
| Circinus /ˈsɜːrsɪnəs/                                    | Cir      | Circ     | Circini /ˈsɜːrsɪnaɪ/                           | 1763, Lacaille                                                              | Com-pa                                        | α Circini         | Viên Quy               | Com-pa              |
| Columba /koʊˈlʌmbə/                                      | Col      | Colm     | Columbae /koʊˈlʌmbiː/                          | 1592, Plancius, tách khỏi Canis Major                                       | Bồ câu                                        | Phact             | Thiên Cáp              | Bồ Câu              |
| Coma Berenices /ˈkoʊmə bɛrəˈnaɪsiːz/                     | Com      | Coma     | Comae Berenices /ˈkoʊmiː bɛrəˈnaɪsiːz/         | 1536, Caspar Vopel, tách khỏi Leo                                           | Tóc của Berenice                              | β Comae Berenices | Hậu Phát               | Tóc Tiên            |
| Corona Australis /koʊˈroʊnə ɔːˈstrælɪs, -ˈstreɪ-/        | CrA      | CorA     | Coronae Australis /koʊˈroʊniː ɔːˈstrælɪs/      | cổ đại (Ptolemy)                                                            | Vương miện phía Nam                           | Meridiana         | Nam Miện               | Nam Miện            |
| Corona Borealis /koʊˈroʊnə ˌbɔːriˈælɪs, -ˈeɪlɪs/         | CrB      | CorB     | Coronae Borealis /koʊˈroʊniː bɔːriˈælɪs/       | cổ đại (Ptolemy)                                                            | Vương miện phía Bắc                           | Alphecca          | Bắc Miện               | Bắc Miện            |
| Corvus /ˈkɔːrvəs/                                        | Crv      | Corv     | Corvi /ˈkɔːrvaɪ/                               | cổ đại (Ptolemy)                                                            | Con quạ                                       | Gienah            | Ô Nha                  | Con Quạ             |
| Crater /ˈkreɪtər/                                        | Crt      | Crat     | Crateris /krəˈtɪərɪs/                          | cổ đại (Ptolemy)                                                            | Cốc uống                                      | δ Crateris        | Cự Tước                | Chén Rượu           |
| Crux /ˈkrʌks/                                            | Cru      | Cruc     | Crucis /ˈkruːsɪs/                              | 1603, Uranometria, tách khỏi Centaurus                                      | Chữ thập phía Nam                             | Acrux             | Nam Thập Tự, Nam Thập  | Nam Tào             |
| Cygnus /ˈsɪɡnəs/                                         | Cyg      | Cygn     | Cygni /ˈsɪɡnaɪ/                                | cổ đại (Ptolemy)                                                            | Thiên nga/ Chữ thập phía Bắc                  | Deneb             | Thiên Nga              | Thiên Nga           |
| Delphinus /dɛlˈfaɪnəs/                                   | Del      | Dlph     | Delphini /dɛlˈfaɪnaɪ/                          | cổ đại (Ptolemy)                                                            | Cá heo                                        | Rotanev           | Hải Đồn                | Cá Heo              |
| Dorado /dəˈrɑːdoʊ/                                       | Dor      | Dora     | Doradus /dəˈreɪdəs/                            | 1603, Uranometria, được tạo bởi Keyser và de Houtman                        | dolphinfish                                   | α Doradus         | Kiếm Ngư               | Cá Kiếm             |
| Draco /ˈdreɪkoʊ/                                         | Dra      | Drac     | Draconis /drəˈkoʊnɪs/                          | cổ đại (Ptolemy)                                                            | Rồng                                          | Eltanin           | Thiên Long             | Con Rồng            |
| Equuleus /ɪˈkwuːliəs/                                    | Equ      | Equl     | Equulei /ɪˈkwuːliaɪ/                           | cổ đại (Ptolemy)                                                            | Ngựa giống lùn                                | Kitalpha          | Tiểu Mã                | Ngựa Nhỏ            |
| Eridanus /ɪˈrɪdənəs/                                     | Eri      | Erid     | Eridani /ɪˈrɪdənaɪ/                            | cổ đại (Ptolemy)                                                            | Sông Eridanus (thần thoại)                    | Achernar          | Ba Giang               | Sông Cái            |
| Fornax /ˈfɔːrnæks/                                       | For      | Forn     | Fornacis /fɔːrˈneɪsɪs/                         | 1763, Lacaille                                                              | Lò hóa chất                                   | Dalim             | Thiên Lô               | Lò Luyện            |
| Gemini /ˈdʒɛmɪnaɪ/                                       | Gem      | Gemi     | Geminorum /ˌdʒɛmɪˈnɒrəm/                       | cổ đại (Ptolemy)                                                            | Sinh đôi                                      | Pollux            | Song Tử                | Song Sinh           |
| Grus /ˈɡrʌs/                                             | Gru      | Grus     | Gruis /ˈɡruːɪs/                                | 1603, Uranometria, được tạo bởi Keyser và de Houtman                        | Sếu                                           | Alnair            | Thiên Hạc              | Thiên Hạc           |
| Hercules /ˈhɜːrkjʊliːz/                                  | Her      | Herc     | Herculis /ˈhɜːrkjʊlɪs/                         | cổ đại (Ptolemy)                                                            | Hercules (nhân vật thần thoại)                | Kornephoros       | Vũ Tiên                | Vũ Tiên             |
| Horologium /ˌhɒrəˈlɒdʒiəm, -ˈloʊ-/                       | Hor      | Horo     | Horologii /ˌhɒrəˈloʊdʒiaɪ/                     | 1763, Lacaille                                                              | Đồng hồ quả lắc                               | α Horologii       | Thời Chung             | Đồng Hồ             |
| Hydra /ˈhaɪdrə/                                          | Hya      | Hyda     | Hydrae /ˈhaɪdriː/                              | cổ đại (Ptolemy)                                                            | Hydra (sinh vật thần thoại)                   | Alphard           | Trường Xà              | Trường Xà           |
| Hydrus /ˈhaɪdrəs/                                        | Hyi      | Hydi     | Hydri /ˈhaɪdraɪ/                               | 1603, Uranometria, được tạo bởi Keyser và de Houtman                        | Rắn nước nhỏ                                  | β Hydri           | Thủy Xà                | Thủy Xà             |
| Indus /ˈɪndəs/                                           | Ind      | Indi     | Indi /ˈɪndaɪ/                                  | 1603, Uranometria, được tạo bởi Keyser và de Houtman                        | Indian (thuộc loại không xác định)            | α Indi            | Ấn Đệ An               | Người Ấn            |
| Lacerta /ləˈsɜːrtə/                                      | Lac      | Lacr     | Lacertae /ləˈsɜːrtiː/                          | 1690, Firmamentum Sobiescianum, Hevelius                                    | Thằn lằn                                      | α Lacertae        | Hiết Hổ                | Thằn Lằn            |
| Leo /ˈliːoʊ/                                             | Leo      | Leon     | Leonis /liːˈoʊnɪs/                             | cổ đại (Ptolemy)                                                            | Sư tử                                         | Regulus           | Sư Tử                  | Sư Tử               |
| Leo Minor /ˈliːoʊ ˈmaɪnər/                               | LMi      | LMin     | Leonis Minoris /liːˈoʊnɪs mɪˈnɒrɪs/            | 1690, Firmamentum Sobiescianum, Hevelius                                    | Sư tử nhỏ                                     | Praecipua         | Tiểu Sư                | Sư Tử Nhỏ           |
| Lepus /ˈliːpəs/                                          | Lep      | Leps     | Leporis /ˈlɛpərɪs/                             | cổ đại (Ptolemy)                                                            | Thỏ đồng                                      | Arneb             | Thiên Thố              | Con Thỏ             |
| Libra /ˈlaɪbrə, ˈliː-/                                   | Lib      | Libr     | Librae /ˈlaɪbriː/                              | cổ đại (Ptolemy)                                                            | Cân                                           | Zubeneschamali    | Thiên Xứng             | Cái Cân             |
| Lupus /ˈljuːpəs/                                         | Lup      | Lupi     | Lupi /ˈljuːpaɪ/                                | cổ đại (Ptolemy)                                                            | Sói                                           | α Lupi            | Sài Lang               | Chó Sói             |
| Lynx /ˈlɪŋks/                                            | Lyn      | Lync     | Lyncis /ˈlɪnsɪs/                               | 1690, Firmamentum Sobiescianum, Hevelius                                    | Linh miêu                                     | α Lyncis          | Thiên Miêu             | Mèo Rừng            |
| Lyra /ˈlaɪrə/                                            | Lyr      | Lyra     | Lyrae /ˈlaɪriː/                                | cổ đại (Ptolemy)                                                            | Đàn lia / Hạc cầm                             | Vega              | Thiên Cầm              | Đàn Lia             |
| Mensa /ˈmɛnsə/                                           | Men      | Mens     | Mensae /ˈmɛnsiː/                               | 1763, Lacaille, với tên Mons Mensæ                                          | Núi Bàn (Nam Phi)                             | α Mensae          | Sơn Án                 | Cái Bàn             |
| Microscopium /ˌmaɪkroʊˈskɒpiəm/                          | Mic      | Micr     | Microscopii /ˌmaɪkroʊˈskɒpiaɪ/                 | 1763, Lacaille                                                              | Kính hiển vi                                  | γ Microscopii     | Hiển Vi Kính           | Kính Hiển Vi        |
| Monoceros /məˈnɒsɪrəs/                                   | Mon      | Mono     | Monocerotis /ˌmɒnəsɪˈroʊtɪs/                   | 1613, Plancius                                                              | Kỳ lân                                        | β Monocerotis     | Kỳ Lân                 | Ngựa Một Sừng       |
| Musca /ˈmʌskə/                                           | Mus      | Musc     | Muscae /ˈmʌsiː/                                | 1603, Uranometria, được tạo bởi Keyser và de Houtman                        | Ruồi                                          | α Muscae          | Thương Dăng            | Con Ruồi            |
| Norma /ˈnɔːrmə/                                          | Nor      | Norm     | Normae /ˈnɔːrmiː/                              | 1763, Lacaille                                                              | Thước thợ                                     | γ2 Normae         | Củ Xích                | Thước Thợ           |
| Octans /ˈɒktænz/                                         | Oct      | Octn     | Octantis /ɒkˈtæntɪs/                           | 1763, Lacaille                                                              | Thước bát phân                                | ν Octantis        | Nam Cực, Bát Phân Nghi | Thước Bát Phân      |
| Ophiuchus /ˌɒfiˈjuːkəs/                                  | Oph      | Ophi     | Ophiuchi /ˌɒfiˈjuːkaɪ/                         | cổ đại (Ptolemy)                                                            | Người chăn rắn                                | Rasalhague        | Xà Phu                 | Người Chăn Rắn      |
| Orion /oʊˈraɪən/                                         | Ori      | Orio     | Orionis /oʊˈraɪənɪs, ˌɒriˈoʊnɪs/               | cổ đại (Ptolemy)                                                            | Orion (nhân vật thần thoại)                   | Rigel             | Lạp Hộ                 | Thợ Săn             |
| Pavo /ˈpeɪvoʊ/                                           | Pav      | Pavo     | Pavonis /pəˈvoʊnɪs/                            | 1603, Uranometria, được tạo bởi Keyser và de Houtman                        | Chim công                                     | Peacock           | Khổng Tước             | Chim Công           |
| Pegasus /ˈpɛɡəsəs/                                       | Peg      | Pegs     | Pegasi /ˈpɛɡəsaɪ/                              | cổ đại (Ptolemy)                                                            | Pegasus (thần thoại ngựa có cánh)             | Enif              | Phi Mã                 | Ngựa Có Cánh        |
| Perseus /ˈpɜːrsiəs/                                      | Per      | Pers     | Persei /ˈpɜːrsiaɪ/                             | cổ đại (Ptolemy)                                                            | Perseus (nhân vật thần thoại)                 | Mirfak            | Anh Tiên               | Anh Tiên            |
| Phoenix /ˈfiːnɪks/                                       | Phe      | Phoe     | Phoenicis /fɪˈnaɪsɪs/                          | 1603, Uranometria, được tạo bởi Keyser và de Houtman                        | phoenix                                       | Ankaa             | Phượng Hoàng           | Phượng Hoàng        |
| Pictor /ˈpɪktər/                                         | Pic      | Pict     | Pictoris /pɪkˈtɔːrɪs/                          | 1763, Lacaille, với tên Equuleus Pictoris                                   | Giá vẽ                                        | α Pictoris        | Hội Giá                | Giá Vẽ              |
| Pisces /ˈpaɪsiːz, ˈpɪ-/                                  | Psc      | Pisc     | Piscium /ˈpɪʃiəm/                              | cổ đại (Ptolemy)                                                            | Những con cá                                  | Alpherg           | Song Ngư               | Song Ngư            |
| Piscis Austrinus /ˈpaɪsɪs ɔːˈstraɪnəs/                   | PsA      | PscA     | Piscis Austrini /ˈpaɪsɪs ɔːˈstraɪnaɪ/          | cổ đại (Ptolemy)                                                            | Cá phương nam                                 | Fomalhaut         | Nam Ngư                | Nam Ngư             |
| Puppis /ˈpʌpɪs/                                          | Pup      | Pupp     | Puppis /ˈpʌpɪs/                                | 1763, Lacaille, tách khỏi Argo Navis                                        | Đuôi thuyền                                   | Naos              | Thuyền Vĩ              | Đuôi Thuyền         |
| Pyxis /ˈpɪksɪs/                                          | Pyx      | Pyxi     | Pyxidis /ˈpɪksɪdɪs/                            | 1763, Lacaille                                                              | La bàn biển                                   | α Pyxidis         | La Bàn                 | La Bàn              |
| Reticulum /rɪˈtɪkjʊləm/                                  | Ret      | Reti     | Reticuli /rɪˈtɪkjʊlaɪ/                         | 1763, Lacaille                                                              | Mắt lưới                                      | α Reticuli        | Võng Cổ                | Mắt Lưới            |
| Sagitta /səˈdʒɪtə/                                       | Sge      | Sgte     | Sagittae /səˈdʒɪtiː/                           | cổ đại (Ptolemy)                                                            | Mũi tên                                       | γ Sagittae        | Thiên Tiễn             | Mũi Tên             |
| Sagittarius /sædʒɪˈtɛəriəs/                              | Sgr      | Sgtr     | Sagittarii /ˌsædʒəˈtɛəriaɪ/                    | cổ đại (Ptolemy)                                                            | Người bắn cung                                | Kaus Australis    | Cung Thủ               | Cung Thủ            |
| Scorpius /ˈskɔːrpiəs/                                    | Sco      | Scor     | Scorpii /ˈskɔːrpiaɪ/                           | cổ đại (Ptolemy)                                                            | Bọ cạp                                        | Antares           | Thiên Yết              | Bọ Cạp              |
| Sculptor /ˈskʌlptər/                                     | Scl      | Scul     | Sculptoris /skəlpˈtɒrɪs/                       | 1763, Lacaille                                                              | Nhà điêu khắc                                 | α Sculptoris      | Ngọc Phu               | Nhà Điêu Khắc       |
| Scutum /ˈskjuːtəm/                                       | Sct      | Scut     | Scuti /ˈskjuːtaɪ/                              | 1690, Firmamentum Sobiescianum, Hevelius                                    | khiên (của Sobieski)                          | α Scuti           | Thuẫn Bài              | Cái Khiên           |
| Serpens /ˈsɜːrpɛnz/                                      | Ser      | Serp     | Serpentis /sərˈpɛntɪs/                         | cổ đại (Ptolemy)                                                            | Rắn                                           | Unukalhai         | Cự Xà                  | Con Rắn             |
| Sextans /ˈsɛkstənz/                                      | Sex      | Sext     | Sextantis /sɛksˈtæntɪs/                        | 1690, Firmamentum Sobiescianum, Hevelius                                    | Kính lục phân                                 | α Sextantis       | Lục Phân Nghi          | Thước Lục Phân      |
| Taurus /ˈtɔːrəs/                                         | Tau      | Taur     | Tauri /ˈtɔːraɪ/                                | cổ đại (Ptolemy)                                                            | Bò nhà                                        | Aldebaran         | Kim Ngưu               | Con Bò              |
| Telescopium /ˌtɛlɪˈskɒpiəm/                              | Tel      | Tele     | Telescopii /ˌtɛlɪˈskɒpiaɪ/                     | 1763, Lacaille                                                              | Kính viễn vọng                                | α Telescopii      | Viễn Vọng Kính         | Kính Viễn Vọng      |
| Triangulum /traɪˈæŋɡjʊləm/                               | Tri      | Tria     | Trianguli /traɪˈæŋɡjʊlaɪ/                      | cổ đại (Ptolemy)                                                            | Tam giác                                      | β Trianguli       | Tam Giác               | Tam Giác            |
| Triangulum Australe /traɪˈæŋɡjʊləm ɔːˈstræliː, -ˈstreɪ-/ | TrA      | TrAu     | Trianguli Australis /traɪˈæŋɡjʊlaɪ ɔːˈstrælɪs/ | 1603, Uranometria, được tạo bởi Keyser và de Houtman                        | Tam giác phương Nam                           | Atria             | Nam Tam Giác           | Tam Giác Phương Nam |
| Tucana /tjuːˈkeɪnə/                                      | Tuc      | Tucn     | Tucanae /tjuːˈkeɪniː/                          | 1603, Uranometria, được tạo bởi Keyser và de Houtman                        | Chim Toucan                                   | α Tucanae         | Đỗ Quyên               | Chim Mỏ Lớn         |
| Ursa Major /ˌɜːrsə ˈmeɪdʒər/                             | UMa      | UMaj     | Ursae Majoris /ˌɜːrsiː məˈdʒɒrɪs/              | cổ đại (Ptolemy)                                                            | Gấu lớn                                       | Alioth            | Đại Hùng               | Gấu Lớn             |
| Ursa Minor /ˌɜːrsə ˈmaɪnər/                              | UMi      | UMin     | Ursae Minoris /ˌɜːrsiː mɪˈnɒrɪs/               | cổ đại (Ptolemy)                                                            | Gấu nhỏ                                       | Polaris           | Tiểu Hùng              | Gấu Nhỏ             |
| Vela /ˈviːlə/                                            | Vel      | Velr     | Velorum /vɪˈlɔːrəm/                            | 1763, Lacaille, tách khỏi Argo Navis                                        | Buồm                                          | γ2 Velorum        | Thuyền Phàm            | Cánh Buồm           |
| Virgo /ˈvɜːrɡoʊ/                                         | Vir      | Virg     | Virginis /ˈvɜːrdʒɪnɪs/                         | cổ đại (Ptolemy)                                                            | Trinh nữ/ thiếu nữ                            | Spica             | Xử Nữ                  | Trinh Nữ            |
| Volans /ˈvoʊlænz/                                        | Vol      | Voln     | Volantis /voʊˈlæntɪs/                          | 1603, Uranometria, được tạo bởi Keyser và de Houtman, với tên Piscis Volans | Cá chuồn                                      | β Volantis        | Phi Ngư                | Cá Chuồn            |
| Vulpecula /vʌlˈpɛkjʊlə/                                  | Vul      | Vulp     | Vulpeculae /vʌlˈpɛkjʊliː/                      | 1690, Firmamentum Sobiescianum, Hevelius, với tên Vulpecula cum Ansere      | Cáo                                           | Anser             | Hồ Ly                  | Con Cáo             |

## Khoảnh sao
Nhiều mô hình không chính thức khác cùng tồn tại với những chòm sao. Chúng được gọi là "khoảnh sao". Ví dụ bao gồm Nhóm sao Bắc Đẩu/Plough và Northern Cross. Một số khoảnh sao cổ đại, ví dụ như Hậu Phát, Cự Xà và các phần của Argo Navis, hiện là các chòm sao chính thức.